# Biophytum bolivianum
Biophytum bolivianum är en harsyreväxtart som beskrevs av Paul Erich Otto Wilhelm Knuth. Biophytum bolivianum ingår i släktet Biophytum och familjen harsyreväxter. Inga underarter finns listade i Catalogue of Life.